# Opération U-Go
 (décembre 2024).
Si vous disposez d'ouvrages ou d'articles de référence ou si vous connaissez des sites web de qualité traitant du thème abordé ici, merci de compléter l'article en donnant les références utiles à sa vérifiabilité et en les liant à la section « Notes et références ».
Théâtre d'Asie du Sud-Est de la Seconde Guerre mondiale
Batailles
Invasion japonaise de la Birmanie :
- Rivière Bilin
- Pont de la Sittang
- Pégou
- Barrage routier de Taukkyan
- Route Yunnan-Birmanie (Tachiao
- Oktwin
- Taungû)
- Shwedaung
- Prome
- Yenangyaung

Opérations en Birmanie (1942-1943) :
- Arakan
- The Hump
- Chindits
- Nord de la Birmanie et ouest du Yunnan

Opérations en Birmanie en 1944 :
- Chindits (2)
- Admin Box
- U-Go (Imphal
- Sangshak
- Court de tennis
- Kohima)
- Myitkyina
- Mogaung
- Mont Song

Opérations en Birmanie (1944-1945) :
- Meiktila et Mandalay
- Pakokku et Irrawaddy
- Colline 170
- Île de Ramree
- Tanlwe Chaung
- Dracula
- Elephant Point
- Coude de la Sittang

L'opération U-Go, ou opération C (ウ号作戦), connue pour les britanniques comme double bataille de Kohima-Imphal, est une offensive du théâtre asiatique lancée en 1944 par l'Armée impériale japonaise contre les possessions de l'Empire britannique en Inde. Déclenchée depuis la rivière Chndwin, elle visait à couper la province d'Assam du reste de l'Inde, ce qui aurait permis de saisir les aérodromes servant à ravitailler la République de Chine, ainsi que de détruire les forces britanniques et chinoises qui y étaient stationnées.
Malgré quelques succès initiaux, l'opération se termina par un désastre pour les Japonais qui virent leurs armées repoussées hors de Birmanie, à cause de l'obstination du général Mutaguchi, et d'une logistique défaillante.

## Contexte
Dans le cadre de la campagne de Birmanie, les Japonais avaient repoussé les forces Alliées, qui s'étaient repliées en Inde, dans la région de Manipur, laquelle comptait l'une des rares routes praticables reliant l'Inde à la Birmanie. La difficulté du terrain avait ensuite dissuadé les Japonais de tenter une offensive sur le sol indien.
Dans les mois qui suivirent, les Alliés rebâtirent leurs voies de communication, construisant notamment des bases aériennes qui servaient à ravitailler la République de Chine via le pont aérien au-dessus des montagnes de l'Himalaya (connu sous le nom de « The Hump », soit « la bosse »).
Dès avril 1943, le lieutenant-général Masakazu Kawabe prit la tête des forces japonaises en Birmanie. Renya Mutaguchi, commandant de la 15e armée, fit pression en faveur d'une offensive sur le sol indien, visant à couper les voies de communication alliées et à prévenir de nouvelles offensives des Chindits via la frontière indo-birmane. Subash Chandra Bose, chef du Gouvernement provisoire de l'Inde libre, allié au Japon, incita également les Japonais à réaliser une offensive en Inde, dans le but de renverser l'administration coloniale britannique avec le concours de ses troupes, qui combattaient sous la bannière de l'Armée nationale indienne. En décembre 1943, le maréchal Hisaichi Terauchi approuva le plan, et obtint ensuite le feu vert du chef du gouvernement Hideki Tojo.
Les britanniques sont informés de l'ordre de bataille japonais, de son déploiement, et de ses effectifs, mais ne prévoient pas l'attaque. En effet, de leur point de vue, cela ne semblait pas être une décision raisonnable, oubliant que les japonais ne pensaient pas comme eux du fait d'une culture stratégique différente.
L'offensive se déroula en parallèle de l'Opération Ha Go, visant les troupes britanniques de l'Indian Army en Birmanie.

## Offensive

### Imphal
L'offensive débuta le 6 mars 1944. Le 8 mars, les combats commencèrent dans la plaine d'Imphal. La 17e division de l'armée indienne britannique, qui avait reçu trop tard l'ordre de se replier, fut coupée du reste des troupes et dut engager le combat avec les Japonais. Deux régiments de l'Armée nationale indienne, initialement dirigés vers Kohima, rejoignirent Imphal pour seconder les Japonais. Les Alliés parvinrent à envoyer une division à temps pour empêcher les Japonais de prendre le terrain. Les troupes japonaises, épuisées et à court de ravitaillement, abandonnèrent le terrain en juin : le 22, les Alliés purent rouvrir la route reliant Kohima à Imphal.

### Kohima
Du 3 au 16 avril 1944, les Japonais combattirent pour prendre le contrôle de la route reliant Kohima à Imphal, qui permettait aux Alliés de ravitailler leurs troupes. Le 18 avril, les troupes de l'Indian Army menèrent une contre-attaque. Le 22 juin, les défenseurs japonais battirent en retraite pour rejoindre les troupes à Imphal.

## Retraite japonaise
À la fin juin, Mutaguchi continuait d'ordonner de nouvelles attaques, mais les troupes japonaises n'étaient plus en état de combattre. Épuisés, affamés et souvent malades, les effectifs japonais firent retraite sur la Birmanie le 3 juillet, abandonnant souvent leur matériel et leur artillerie sur place.

## Après-coup
La défaite japonaise eut un impact notable, en affaiblissant leurs forces dans la région indo-birmane. Mutaguchi renvoya un certain nombre de ses subordonnés, avant d'être renvoyé lui-même le 30 août, et le commandement de l'armée japonaise en Birmanie fut réorganisé.
Les Alliés purent profiter de cet affaiblissement de l'armée japonaise dans la région pour réaliser une nouvelle offensive en Birmanie et y enfoncer la défense japonaise.